# Carsten Weidling
Carsten Johann Wolfgang Weidling (* 28. August 1966 in Dresden) ist ein deutscher Schriftsteller, Fernsehautor, Moderator und Globetrotter.

## Leben
Seine Eltern Ingrid und O. F. Weidling gaben ihm aufgrund des mit Johann Wolfgang von Goethe gemeinsamen Geburtstages die Beinamen Johann Wolfgang.
Weidling arbeitete zu DDR-Zeiten als „Sprechzauberer“ und Bühnenmoderator. Nach der Wende machte er sich als Gagschreiber unter anderem für das Radiomoderatoren-Duo Böttcher & Fischer sowie als Coach und Moderator beim Rundfunk und Fernsehen einen Namen. Mit der TV-Sendung Treff trat er das direkte Erbe seines Vaters an und war ein Jahr lang Gastgeber in der Talkshow Riverboat des MDR-Fernsehens. Weitere Fernsehsendungen folgten. Der Buchautor (Das Großmaul) lebte bis 2009 überwiegend in Leipzig. Im September 2006 erschien das Buch Im Namen des Vaters und des Sohnes, in dem Carsten Weidling die unveröffentlichten Memoiren seines Vaters veröffentlicht, über seinen Vater schreibt und auch die beiden Wege von Vater und Sohn zur „Heiteren Muse“ und ins Fernsehen schildert. 2007 folgte das Buch Leben in der Werbepause, was sich als ironischer „Ratgeber“ auf das Fernsehzeitalter und bissige Satire auf das einförmige Leben zwischen diversen Fernsehhöhepunkten versteht.
Seit Anfang Januar 2009 war er fast ausschließlich auf Reisen um die Welt und hatte jeden festen Wohnsitz aufgegeben. Auf seinem Weg hat er für das MDR-Fernsehen die 12-teilige Reihe Wir sind überall produziert und gedreht und war auf diese Weise erstmals auch als Videojournalist tätig; 2011 lief eine weitere 12-teilige Staffel beim MDR. Von Beginn an, 2009, hat er nach eigenen Angaben auf all seinen Reisen 114 Länder besucht (Stand März 2019). Laut Presseveröffentlichungen will er so viele Länder wie nur möglich besuchen und über seine Reisen und Erfahrungen Bücher schreiben und Fernsehformate drehen. In der Presse wurden weitere Bücher zu seinen Reisen und auch ein Bühnenprogramm angekündigt. Zudem hat er über seine weltweiten Poker-Erfahrungen im Buch „111 Gründe, Poker zu lieben“ von Udo Gartenbach (Verlag Schwarzkopf & Schwarzkopf) geschrieben.
Im Oktober 2013 wurde gegen Weidling Anklage wegen Erpressung erhoben. Sowohl Weidling als auch das vermeintliche Opfer Udo Foht bestritten die Vorwürfe. Gegen eine Zahlung von 2.500 Euro wurde das Verfahren im April 2023 eingestellt.
Dank seiner ausgedehnten Weltreisen lebte Carsten Weidling für jeweils einige Jahre in Bangkok, Budapest und Buenos Aires, wo er von der Covid-Pandemie überrascht wurde und so mehr als drei Jahre in Argentinien festhing. Aus diesen Reisen ging die Buchreihe „Frag den Weltenbummler!“ hervor.

## Publikationen (Auswahl)
- Das Großmaul. Hör auf Deine Mikroben! Eulenspiegel-Verlag, Berlin 2002, ISBN 3-359-01442-1. OCLC 50262723
- Im Namen des Vaters und des Sohnes (… und der heiteren Muse). Mitteldeutscher Verlag, Halle 2006, ISBN 978-3-89812-392-1. OCLC 73108631
- Leben in der Werbepause. Der längst überfällige Ratgeber. Mitteldeutscher Verlag, Halle 2007, ISBN 978-3-89812-446-1. ISBN 978-3-96311-809-8
- Carsten Weidling: Frag den Weltenbummler! - Südafrika, Botswana, Namibia, Kenia : Ausflüge nach Sambia, Mosambik und Eswatini (= Frag den Weltenbummler!). 1. Auflage. Mitteldeutscher Verlag, Halle (Saale) 2023, ISBN 978-3-96311-851-7 (Band aus Buchreihe „Frag den Weltenbummler!“, 12 Bände umfangreich (siehe Literatur von und über Carsten Weidling im Katalog der Deutschen Nationalbibliothek)).